# Municipio de Pike (Iowa)
El municipio de Pike (en inglés: Pike Township) es un municipio ubicado en el condado de Muscatine en el estado estadounidense de Iowa. En el año 2010 tenía una población de 823 habitantes y una densidad poblacional de 6,86 personas por km².

## Geografía
El municipio de Pike se encuentra ubicado en las coordenadas 41°28′3″N 91°17′44″O / 41.46750, -91.29556. Según la Oficina del Censo de los Estados Unidos, el municipio tiene una superficie total de 120 km², de la cual 118,1 km² corresponden a tierra firme y (1,58 %) 1,9 km² es agua.

## Demografía
Según el censo de 2010, había 823 personas residiendo en el municipio de Pike. La densidad de población era de 6,86 hab./km². De los 823 habitantes, el municipio de Pike estaba compuesto por el 92,59 % blancos, el 0,85 % eran afroamericanos, el 0,12 % eran amerindios, el 1,22 % eran asiáticos, el 4,37 % eran de otras razas y el 0,85 % eran de una mezcla de razas. Del total de la población el 9,84 % eran hispanos o latinos de cualquier raza.